# Rocabertí (linaje)
Los Rocabertí fueron un linaje noble catalán con dominios feudales situados mayoritariamente en el Ampurdán.

## Historia

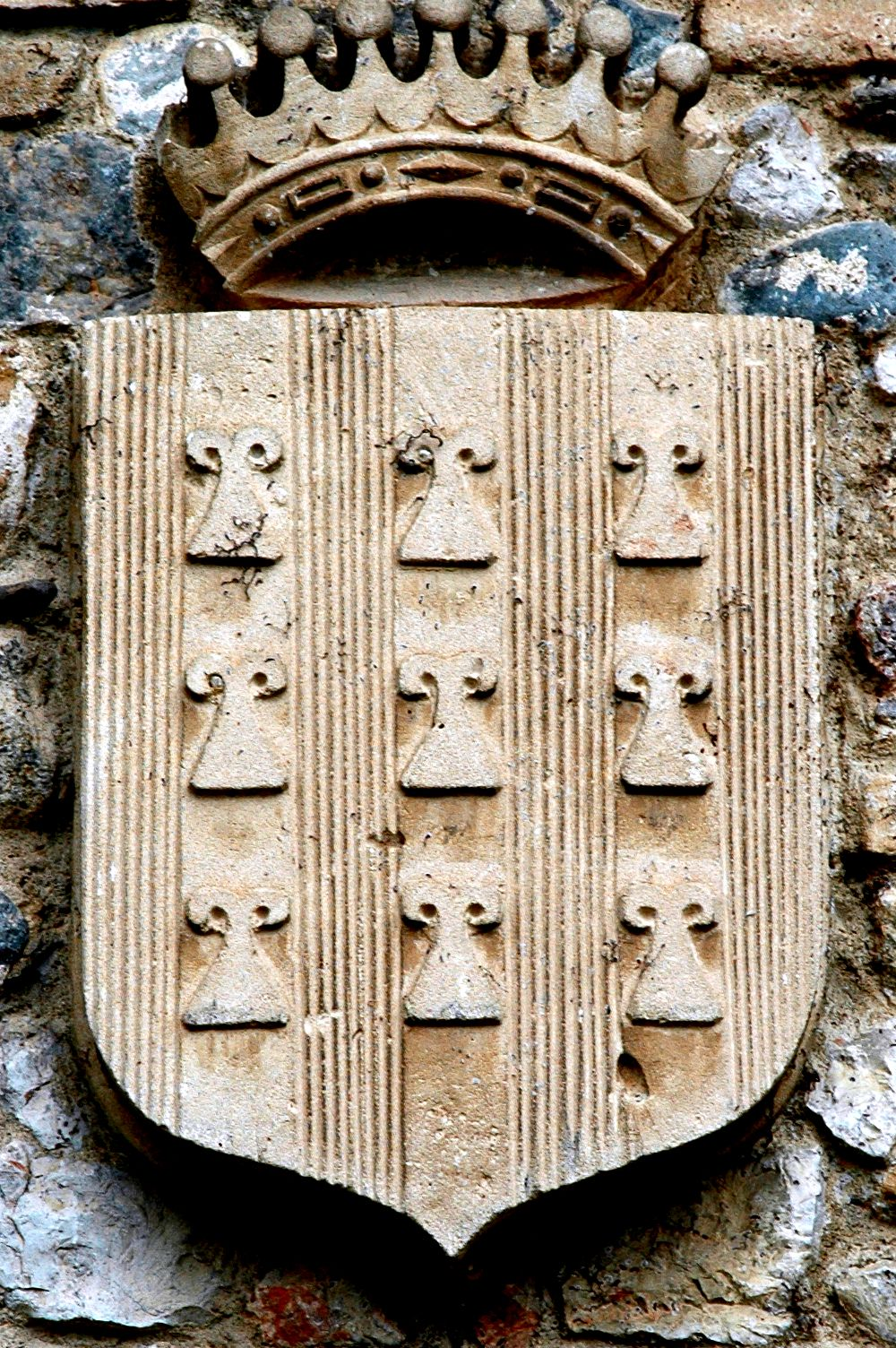
Escudo de los Rocabertí en el castillo de Peralada.

El origen de la familia es desconocido, aunque varios autores como Josep Dromedari, Diego de Rocabertí y Josep Torner perpetuaron una leyenda en la que la familia remontaba sus orígenes a los reyes merovingios, siendo los primeros documentos verídicos sobre el linaje de finales del siglo X.
En 1599 el rey Felipe III otorga a Francesc Jofre I de Rocabertí i de Pacs (1592-1634), y a sus descendientes, el título de conde de Peralada. 
En 1645 el rey Felipe IV crea el título de marqués de Anglesola para Ramon Dalmau I de Rocabertí i de Safortesa (1644-1663) y sus descendientes por su fidelidad en la Guerra de los Segadores

## Dispersión de los títulos y el Patrimonio
Tras el fallecimiento en 1898 de Tomás de Rocabertí-Boixadors Dameto i de Verí XII conde de Perelada, XXXVII vizconde de Rocabertí y  X marqués de Anglesola, entre otros títulos nobiliarios; le sucede su hermana Joana-Adelaida de Rocabertí-Boixadors y de Verí  (Palma, 1838- Requesens, 1899), casada desde 1856 con Ramón Despuig y Fortuny, VIII conde de Montenegro y X conde de Montoro. 
Tras un súbito fallecimiento y en circunstancias no aclaradas, al no tener descendencia tras un sonoro pleito los títulos y patrimonio quedaron repartidos de la siguiente manera: 
- El marquesado de Anglesola pasó a su primo Pedro Cotoner y de Veri, III marques de la Cenia (GE).
- El vizcondado de Rocaberti y el condado de Perelada pasaron a su primo, Joan Miquel de Sureda y a sus descendientes y herederos: los Fortuny en 1912 y los Montaner en 1973.
- El patrimonio al sobrino de su marido, Ferran Truyols i Despuig, marqués de la Torre y a sus descendientes, todos de Mallorca.